# Sin sobresaltos
«Sin sobresaltos» es una canción del grupo musical de Argentina Soda Stereo, escrita por Gustavo Cerati y Zeta Bosio. Apareció originalmente en el álbum de estudio Signos de 1986, junto a canciones como «Prófugos», «Signos», «El rito» y «Persiana americana» entre las demás canciones del álbum.

## Significado de la letra
Tanto Gustavo Cerati, como Zeta Bosio y Charly Alberti no declararon nada sobre la canción, por lo que la letra queda a interpretación del público.
La letra, se interpreta comúnmente como un canto a la guerra de las Malvinas, que había dejado rastros y en la sociedad Argentina hasta aquellas fechas. Esto se refleja en líneas de la canción, como cuando en versos como: "Acaso pensabas sentarte a ver la lluvia de meteoritos, desde tu cama" (refiriéndose a ver los bombardeos que azotaban la isla en la guerra. Bombardeos que eran televisados en los noticieros Argentinos y los noticieros Británicos. Los medios argentinos mientras estaban viéndose acorralados y perdiendo la guerra, eran obligados a aumentar el saldo de muertes enemigas y bajando el saldo propio, para no pasar pena).
"Querías un paraíso de niños prodigios, algo de blanca, algo de fama", ('Un paraíso de niños prodigios' se refiere a la juventud dócil que anhelaban los militares. Algo de blanca es claramente una referencia a la cocaína. Está hablando del poder, del gobierno, de que 'la gran mayoría de los políticos argentinos son cocainómanos' y los militares por igual, también lo eran. 'Algo de fama' se puede interpretar como el deseo de quedar como héroes inmortalizados y ideales.
"Es inútil tomarte en serio, imagino que siempre hay un reino para destronar y luego olvidar" Habla de que es inútil tomar en serio las noticias, porque mienten descaradamente acerca de los hechos por culpa de la censura y presión política y militar. Y siempre hay un país, un reino (la guerra fue contra el Reino Unido) al que intentar destronar y luego, al fracasar estrepitosamente, olvidarse del asunto (como pretendieron hacer con la guerra de las Malvinas).
"Perdón, pero alguien gritó, alguien lloró, realidad y ficción" Los familiares de las víctimas, los soldados y los ciudadanos sospechaban la verdad. 'Gritaban y lloraban' la realidad en contra de esta ficción mediática, pero eran silenciados.
"Es un absurdo diseño del pensamiento, nube tóxica sin dirección, nadie perturbara tus sueños, querida. Todo está justo, todo estudiado, equilibrado" Las falsas noticias eran cada vez más absurdas, pero buena parte de la gente no quería darse cuenta, quería intoxicarse con las mentiras fácilmente digeribles que les daban los medios. Querían hacer creer que estaban ganando la guerra, cuando era todo lo contrario.
"No podrás cenar sin tu noticiero, no podrás hacer tu digestión sin sobresaltos" Todos estaban pendientes del noticiero, tratando de creerle, pero tarde o temprano iba a ser conocido que estaban siendo sumidos por el poder Británico, y los sobresaltos serían inevitables. Habría que 'digerir' la realidad.

## Interpretaciones en vivo
La canción fue interpretada durante algunos conciertos en la Gira Signos en 1987. No volvió a ser tocado hasta la segunda parte de la Gira Animal (1991-1992) dónde se tocó en la mayoría de conciertos siendo la última el 27 de enero de 1992 en el Estadio Mundialista de Mar del Plata.